# Чирчелло
Чирчелло (итал. Circello) — коммуна в Италии, располагается в регионе Кампания, подчиняется административному центру Беневенто.
Население составляет 2673 человека, плотность населения составляет 59 чел./км². Занимает площадь 45 км². Почтовый индекс — 82020. Телефонный код — 0824.
Покровителем коммуны почитается святой архангел Михаил, празднование 2 августа.